# Преразказ
Преразказът е вид вторичен (репродуктивен) текст с наративен характер, който в различна степен на детайлизация (но достоверно) възпроизвежда съдържателния план на някакъв изходен текст със сюжетна основа. Целта на преразказа не е механичното запаметяване и възпроизвеждане на текста. Целта му е да съхрани или сподели разбирането на преразказващия, получено при възприемането на текста. Преразказът събира и набляга на детайлите, които впечатляват преразказващия или са важни за него.
Регламентираните видове преразказ са характерни само за училищния дискурс. Изучават се между 5 и 8 клас по българската образователна система. Преразказът традиционно е елемент от изпита по литература след 7 клас.

## Видове преразказ
Преразказът бива различни видове:
- в зависимост от начина на поднасянето му:
  - устен преразказ,
  - писмен преразказ.
- в зависимост от наложените дидактически изисквания:
  - регламентиран преразказ, който бива:
    - в зависимост от изискванията за обемна форма, размер и техника на представяне за обем: подробен преразказ и сбит преразказ
    - в зависимост от акцентите върху определени аспекти на изходния текст: подборен преразказ и трансформиращ (творчески) преразказ,

  - нерегламентиран (свободен) преразказ.

При подробния и сбития преразказ дидактическата задача съдържа изискване за обем и степен на възпроизведения текст. При подробния преразказ изходният текст трябва да бъде предаден във възможно най-големи подробности. При сбития преразказ, обратно, трябва да се демонстрира умение за извличане на най-същественото от сюжета на творбата. Сбитият преразказ се смята за по-сложен, тъй като се предполага учениците да извършат допълнителна аналитична дейност. Описанията трябва да се предават пестеливо, да се използват лаконични, но точни и ярки изрази.
Подборният преразказ е вид преразказ по зададена тема, който предполага да се възпроизведат само онези части от изходния текст, които са свързани с темата, без да се пресъздава цялото му съдържание.
Трансформиращият преразказ е най-творческата форма на преразказ и, съответно, най-трудна от дидактическа гледна точка. При него оригиналният текст се възпроизвежда от името на някой от героите в текста. При този вид преразказ освен необходимата промяна на глаголното време (към минало свършено време със спомагателно минало несвършено време) и на глаголното лице (към 1 л. ед.ч.), се променя и гледната точка, тъй като събитията трябва да се представят така, както ги вижда и оценява героят, от чието име се води преразказът. Преразказващият може да използва само онази част от информацията от оригиналния текст, с която героят разполага: сведения за себе си и за онези неща, които може да види, чуе и усети. Ако логиката на действията го изисква, е допустимо да се смени последователността на епизодите в сюжета, както и да се променят акцентите на творбата. Например, епизодите, в които героят е пряк участник, могат да се предадат по-подробно, а тези в които е само свидетел – по сбито. Епизодите, в които героят не участва и не е свидетел, могат и въобще да не се предадат.
При нерегламентирания (свободен) преразказ на преразващия се дава възможност сам да подбере вида и техниката на преразказа в съответствие с личните си нагласи и комуникативни възможности. На практика, в извънучилищния дискурс това е основният вид преразказ, който се използва в процеса на общуване.

## Изисквания към преразказа
Без значение от вида на преразказа, към него важат следните основни изисквания:
- Смисълът на оригиналния текст не се променя, а само се предава със свои думи.
- Не се допускат лични преценки и коментари от страна на преразказващия.
- Пряката реч се преобразува в непряка.
- Избира се едно основно глаголно време и то се спазва до края.
- Полученият в резултат преразказ трябва да е смислово свързан текст, отличаващ се с логичност, последователност и завършеност. Това важи дори и в случаите, когато е позволено разместването на определени епизоди от текста.

С преразказа се демонстрират различни езикови техники и умения, свързани със:
- трансформирането на глаголните времена,
- трансформирането на пряката реч в непряка,
- сбиването на изказа без загуба на смисъла и точността на съдържанието,
- употребата на подходящи синоними и стилово уместни думи и изрази, както и синтактични конструкции, специфични за езика на автора на оригиналния текст.